# Tỉnh Bumbunga
Tỉnh Bumbunga (tiếng Anh: Province of Bumbunga, toạ độ: ) là một vi quốc gia ly khai của Úc nằm trong một trang trại ở Bumbunga gần Snowtown và Lochiel, Nam Úc, từ năm 1976 cho đến khoảng năm 2000. Người sáng lập và người cai trị duy nhất của nó là một người huấn luyện khỉ người Anh, người tìm kiếm uranium, và chủ sự bưu điện tên là Alec Brackstone.

## Lịch sử

Một bức không ảnh năm 1979 cho thấy một miếng đất trồng dâu tây khổng lồ có hình Vương quốc Anh tại Tỉnh Bumbunga.

Vào tháng 11 năm 1975, chính phủ của Đảng Lao động Úc của Thủ tướng Gough Whitlam đã bị bãi nhiệm dưới sự kiện gây tranh cãi của Toàn quyền John Kerr, đại diện chính thức chính thức của Nữ hoàng Elizabeth II. Brackstone, một nhà quân chủ Anh hăng hái, đã trở nên hoảng hốt bởi những gì ông thấy là sự trôi dạt khỏi hệ thống quân chủ lập hiến của Úc đối với chủ nghĩa cộng hòa hoàn toàn. Để đảm bảo rằng ít nhất một phần của lục địa Úc sẽ luôn trung thành với Vương quốc Anh, ông tuyên bố khu đất rộng bốn ha của mình ở phía đông bắc của Adelaide là Tỉnh Bumbunga độc lập vào ngày 29 tháng 3 năm 1976 và tự phong mình là "toàn quyền".
Brackstone sau đó bắt đầu thu hút du lịch bằng cách trồng hàng ngàn cây dâu tây theo mô hình mô hình quy mô khổng lồ của Vương quốc Anh. Ông dự định tiến hành đám cưới trên tài sản của mình, trong thời gian đất từ quận thích hợp của Anh sẽ được rắc trên mặt đất. Việc thực hiện bị trì hoãn khi cơ quan hải quan Úc tịch thu đất mà Brackstone đã nhập từ Anh và toàn bộ doanh nghiệp bị sụp đổ khi những cánh đồng dâu tây bị huỷ diệt trong một đợt hạn hán.

### Sụp đổ và lưu vong

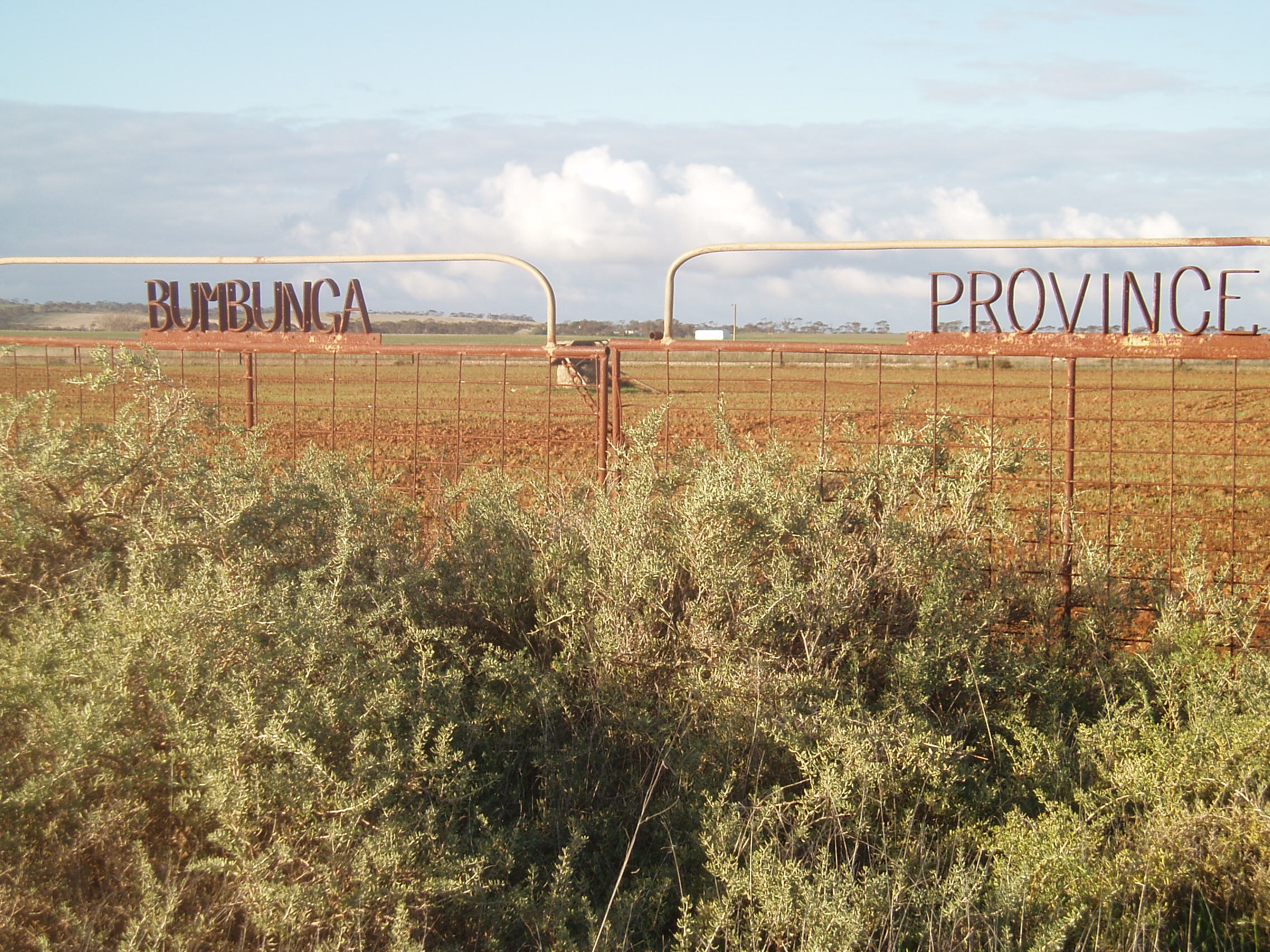
Một bức ảnh năm 2006 về cổng phía tây nam của tỉnh Bumbunga cũ. Lối vào này quay về hướng đông về vị trí của Cornwall như trong bức ảnh năm 1979

Năm 1987, những thay đổi đối với luật đầu tư của Úc làm giảm sức hấp dẫn của các khoản đầu tư đã khiến Brackstone từ bỏ các hoạt động thương mại của mình và Bumbunga rơi vào quên lãng tương đối. Năm 1999, Brackstone bị bắt và bị buộc tội tàng trữ vũ khí bất hợp pháp. Sự khẳng định của ông về quyền miễn trừ ngoại giao do vị thế là chủ quyền của Bumbunga đã không thành công, nhưng theo Brackstone, các cáo buộc cuối cùng đã được bãi bỏ. Năm 2018, Brackstone đã được phỏng vấn tại nơi cư trú của ông ở Clare, Nam Úc, vẫn tự xưng là Thống đốc của tỉnh.

## Kinh tế
Năm 1980, Bumbunga bắt đầu phát hành các con tem lọ lem miêu tả các thành viên của hoàng gia Anh (trừ Sarah Ferguson, người mà Brackstone không thích). Các vấn đề sau này đề cập đến tình cảm chống hạt nhân và các nguyên nhân xã hội khác trong khi vẫn giữ chủ đề hoàng gia. Mặc dù vô giá trị như bưu chính, chúng đã trở nên phổ biến với các nhà sưu tầm và nhà sưu tập kỳ quặc. Mười lăm loạt 5000 bản cuối cùng đã được sản xuất.